# Hangony
Hangony is een plaats (község) en gemeente in het Hongaarse comitaat Borsod-Abaúj-Zemplén. Hangony telt 1782 inwoners (2001).
De gemeente Hangony behoorde tot het comitaat Gömör és Kis-Hont en is de enige gemeente van dat comitaat dat niet in handen kwam van Tsjechoslowakije na het verdrag van Trianon dat de grenzen bepaalde tussen het vroegere Hongarije en het nieuwe land Tsjechoslowakije.